# China Eastern Airlines-vlucht 5735
China Eastern Airlines-vlucht 5735 was een passagiersvlucht van China Eastern Airlines die onderweg was van Kunming naar Guangzhou. Op 21 maart 2022 stortte het vliegtuig neer in het Teng-gebied, bij Wuzhou, in de regio Guangxi in het zuiden van China. Van de 132 inzittenden – 123 passagiers en 9 bemanningsleden – overleefde niemand de ramp.
Het verongelukte toestel was een Boeing 737-800 en was ten tijde van de ramp bijna 7 jaar oud.  Alle passagiers en bemanningsleden hadden de Chinese nationaliteit, volgens een woordvoerder van het Chinese ministerie van Buitenlandse Zaken.   Het was de grootste vliegramp in China in tien jaar.
Over de oorzaak van het neerstorten bestaat tot op heden onduidelijkheid.

## Crash
Het toestel was omstreeks 13:15 plaatselijke tijd (UTC+8) vertrokken vanaf de internationale luchthaven Kunming Changshui en had als bestemming de internationale luchthaven Guangzhou Baiyun, waar het omstreeks 15:05 had moeten aankomen. De gezagvoerder, Yang Hongda, had ruim 6700 vlieguren gemaakt. De eerste officier, Zhang Zhengping, had meer dan 40 jaar ervaring en meer dan 32.000 vlieguren. Hij gold als een van de meest ervaren piloten van heel China.
Rond 14.22 uur plaatselijke tijd stortte het toestel plotseling bijna loodrecht neer, de hoogte nam in minder dan twee minuten af van bijna 9 kilometer hoogte tot slechts 983 meter. Het vliegtuig verongelukte in onherbergzaam bergachtig gebied in de regio Teng, in de buurt van de stad Wuzhou.
Bewakingscamera's van een plaatselijk mijnbouwbedrijf filmden de crash. De bosbrand die na de crash ontstond was te zien op satellietbeelden van de NASA, en kon na enkele uren worden geblust.

## Onderzoek naar de ramp
De Civil Aviation Administration of China stuurde een team naar de rampplek. De reddingswerkers konden aanvankelijk moeilijk bij de rampplek komen, omdat het gebied onherbergzaam en slecht toegankelijk is. Tegen de avond berichtte het Chinese Volksdagblad dat er 117 reddingswerkers ter plekke aangekomen waren. De brandweerafdeling van Guangxi had 650 reddingswerkers gestuurd.
De meeste overblijfselen van het vliegtuig bevonden zich binnen een straal van 30 meter van de plek waar het was gecrasht. Tien kilometer verderop werd echter een wrakstuk van 1,3 meter groot aangetroffen, dat vermoedelijk ook van het vliegtuig afkomstig was.
Op 23 maart werd de eerste van de twee zwarte dozen gevonden. Op 27 maart berichtten Chinese staatsmedia dat ook de tweede zwarte doos was gevonden op een berghelling, hij lag ongeveer 1,5 m onder de grond. Beide dozen waren zwaar beschadigd.
Op 26 maart werd bekend dat het onderzoeksteam aan de hand van DNA-analyse de identiteit van 120 inzittenden van het toestel had vastgesteld. Ook werd nu officieel bevestigd dat alle inzittenden bij de crash waren omgekomen.
China Eastern Airlines liet weten alle 109 Boeing 737-800-toestellen aan de grond te zullen houden totdat het onderzoek naar de ramp was voltooid. Op 17 april 2022 werd bekend dat data van Flightradar24 lieten zien dat China Eastern Airlines weer vloog met de 737-800.
In mei 2022 kwam via een artikel in The Wall Street Journal het vermoeden naar buiten dat het vliegtuig mogelijk door opzettelijke handelingen in de cockpit gecrasht zou zijn. Onduidelijk bleef wie die handelingen had uitgevoerd.

## Galerij

Vliegroute van China Eastern Airlines-vlucht 5735
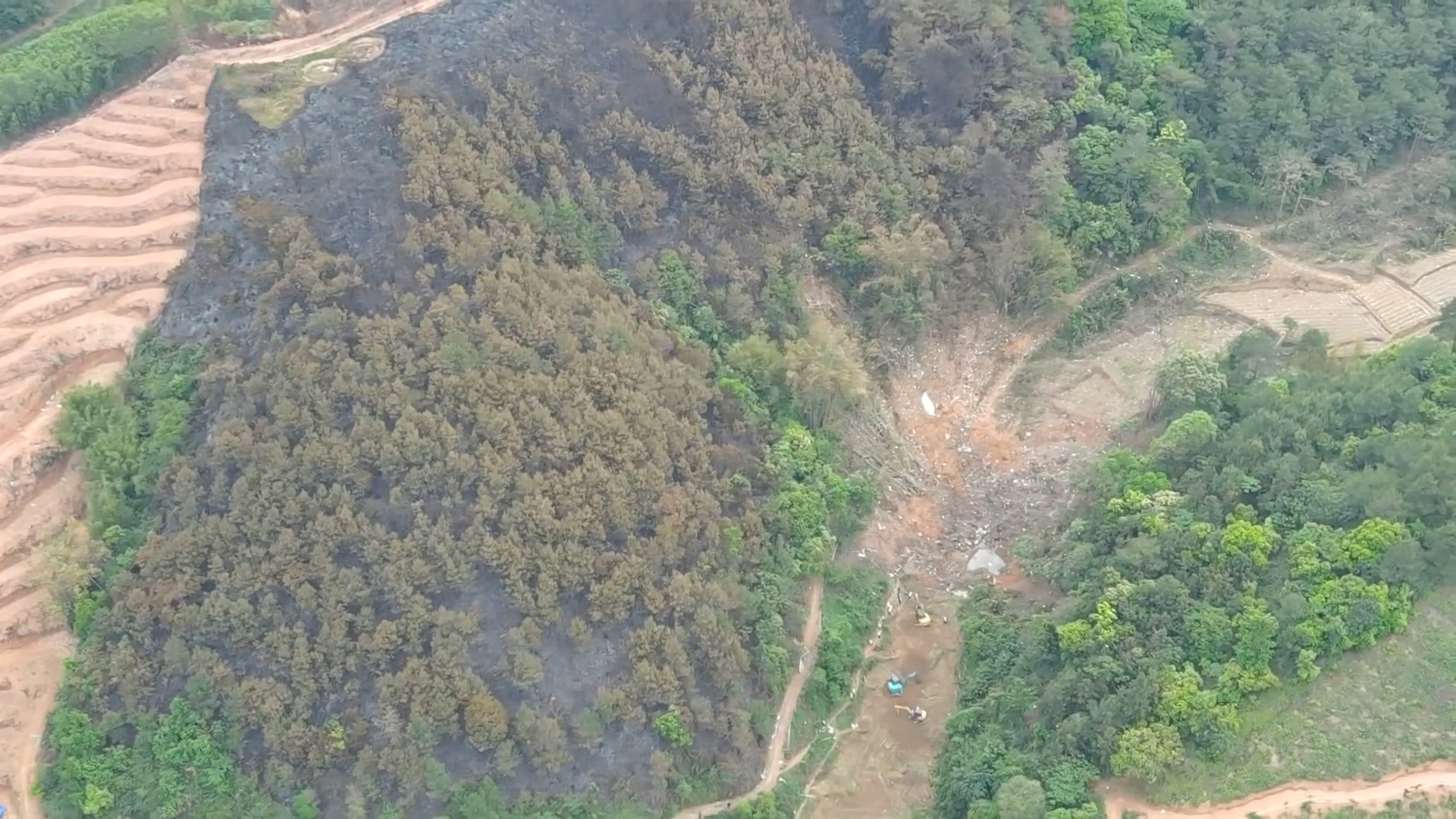
Het gebied van de crash